# Rabat
Rabat (někdy též Ribát, arabsky الرباط‎, ar-Rabāṭ nebo ar-Ribāṭ‎, berbersky ⵕⵕⴱⴰⵟ) je od roku 1956 hlavní město Maroka. Zároveň je jedno z marockých „královských měst“. Je situováno na pobřeží Atlantského oceánu, na levém břehu ústí řeky Bú Regreg. Na protějším pravém břehu leží město Salé, se kterým je spojen několika mosty. Oblast Rabatu, Salé a okolních sídel je po Casablance druhou největší městskou aglomerací v Maroku.
Ve městě je sídlo krále a vlády, katolického biskupství či Ústavu pro arabský jazyk.

## Dějiny
Osady na tomto území založili Féničané v prvním tisíciletí před naším letopočtem. Existovaly pod kontrolou Berberů z Mauretánie až do 1. století př. n. l., kdy je ovládli Římané. Rozsah římského kamenného města Sala Colonia byl zhruba shodný s pozdějším opevněním, zahrnoval také nekropoli zvanou Chella, jižně od Rabatu, se základy římského chrámu. Při první invazi Arabů v 7. století již bylo město v ruinách. Muslimští Arabové území dobyli v 10. století, byli to Umajjádové z Cordóby. Druhé arabské sídlo bylo založeno po invazi ve 12. století za vlády dynastie Almohadů. V 17. století sem uprchli andaluští Moriskové, které ze Španělska roku 1609 vyhnal španělský král Filip III. Španělský; uprchlíků bylo kolem dvou tisíc. Francouzská invaze do Maroka začala roku 1907, v roce 1912 kolonizovali Francouzi celou zemi a toto město učinili správním střediskem protektorátu Francouzské Maroko. V roce 1945 je obsadila americká armáda a po přechodné cizí správě získalo Maroko a s ním i Rabat roku 1956 nezávislost.

### Světové dědictví UNESCO
Nejstarší část města (medina) je od roku 2012 součástí seznamu světového kulturního dědictví UNESCO. Jeho zápis do seznamu zdůvodňuje, že město Rabat kombinuje historické stavby arabsko-muslimské kultury s výstavbou ve stylu západního modernismu, k němuž patří tzv. „Nové město“, vybudované v počátečním období francouzského protektorátu (od roku 1912 do 30. let 20. století; zahrnuje soubor administrativních, rezidenčních a obchodních staveb, královské sídlo, botanickou zahradu a park Jardins d’Essais. Patří k největším a nejambicióznějším urbanistických projektům 20. století na africkém kontinentu.

## Ekonomika
Rabat je střediskem bavlnářského, kožedělného a potravinářského průmyslu, dále také rybolovu a námořního obchodu. Výrazně zastoupená jsou umělecká řemesla (výroba vázaných vlněných koberců, tepané nádobí, glazovaná keramika a šperk). Významný je i cestovní ruch.

## Památky

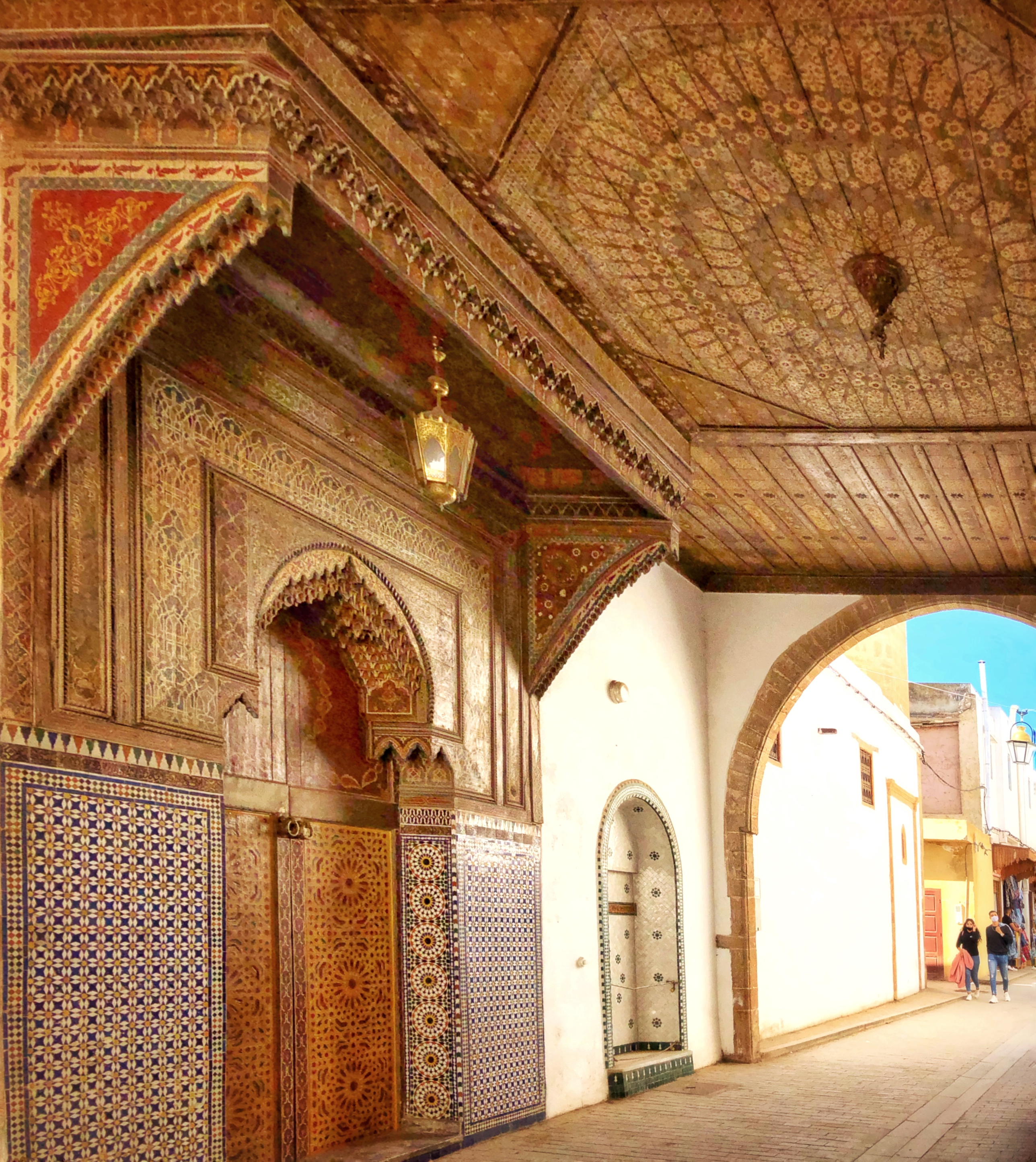
Zaouia ve staré Medině

- ruiny antického římského města s nekropolí Chella
- Staré město (Medina) – nejstarší část města, založená ve 12. století; zahrnuje středověké hradby a brány kasby a Hassanovu věž
- Kasba Oudaya (Udaja) je rozsáhlá pevnost (citadela) kolem celého starého města, s podzemními chodbami a branami ze 12. století, část prostor slouží pro Oudaya museum
- Hassanova věž – kamenná věž proti mauzoleu, zbudoval ji kalíf Abu Yusuf Yaqub al-Mansur na konci 12. století
- pozůstatky staveb andaluských Morisků ze 17. století
- maják Borj Sirat
- římskokatolická katedrála sv. Petra – stavba ze 20. let 20. století ve stylu art-deco
- mešita Ahl Fas
- Mauzoleum králů Mohammeda V. († 1961) a jeho synů, princů Mulaje Abdalláha († 1983) a Hassana II. († 1999)
- středověké opevněné muslimské pohřebiště Chellah/Shalla
- Budova parlamentu

## Vzdělání
Většina marockých vysokých škol je soustředěna ve městech Rabat a Casablanca. V Rabatu sídlí např. Univerzita Mohammeda V. založená v roce 1957 se studijními programy v oboru inženýrství, IT, práva, ekonomiky, sociálních věd atd. Mezi další vysokoškolské ústavy patří École nationale d'architecture, Institut national des postes et télécommunications, Institut agronomique et vétérinaire Hassan II, École nationale d'industrie minérale, Institut national de statistique et d'économie appliquée a další. Pobočku zde má ESSEC Business School.

## Doprava
Rabat je významnou dopravní křižovatkou Maroka. Mezinárodní spojení zajišťuje především zdejší námořní přístav a letiště Rabat-Salé vzdálené přibližně 10 km severně od centra města. Městem prochází Káhirsko-dakarská dálnice a železniční trať ONCF spojující Tanger a Casablancu (v budoucnu by měla vzniknout vysokorychlostní trať mezi těmito městy).
Od roku 2011 jsou v Rabatu a sousedním Salé provozovány 2 tramvajové linky. Jejich celková délka je 19 kilometrů a zahrnují 30 stanic. Dopravu provozuje firma Alstom pomocí strojů Alstom Citadis. V současnosti probíhají práce na výstavbě dalších linek.

## Sport
- fotbal
- tenis: pořádají se zde mezinárodní turnaje: Grand Prix Hassan II je mužský turnaj, pořádaný každoročně od roku 1992 na počest marockého krále Hassana II.; ženská tenisová asociace WTA pořádá turnaj Grand Prix SAR La Princesse Lalla Meryem na počest marocké princezny Lally Meryem ve Fésu.

## Slavní rodáci
- Hasan II. (1929–1999), marocký král v letech 1961–1999[3]
- Ze'ev Revach (1940–2025), izraelský herec, scenárista a režisér
- Philippe Barbarin (* 1950), francouzský římskokatolický duchovní, lyonský arcibiskup a Primas Galie v letech 2002–2020[4]
- Dominique de Villepin (* 1953), francouzský spisovatel, diplomat a politik[5]
- Muhammad VI. (* 1963), od roku 1999 úřadující marocký král[6]
- Mulaj Hišam (* 1964), marocký princ a politolog[7]
- Nezha Bidouaneová (* 1969), bývalá marocká atletka, dvojnásobná mistryně světa v běhu na 400 metrů překážek[8]
- Mulaj Rašid (* 1970), marocký princ a politik[9]
- Júnis Al Ajnáví (* 1971), bývalý marocký profesionální tenista[10]
- Leïla Slimani (* 1981), marocko-francouzská novinářka, spisovatelka[11]
- Mulaj Hassan (* 2003), marocký korunní princ[12]

## Partnerská města
- Betlém, Palestinská autonomie
- Bursa, Turecko (2010)
- Honolulu, Spojené státy americké
- Istanbul, Turecko
- Kanton, Čína (2013)
- Las Palmas de Gran Canaria, Španělsko
- Lisabon, Portugalsko
- Madrid, Španělsko
- Nábulus, Palestinská autonomie
- Sevilla, Španělsko
- Stockholm, Švédsko
- Tunis, Tunisko

## Fotogalerie

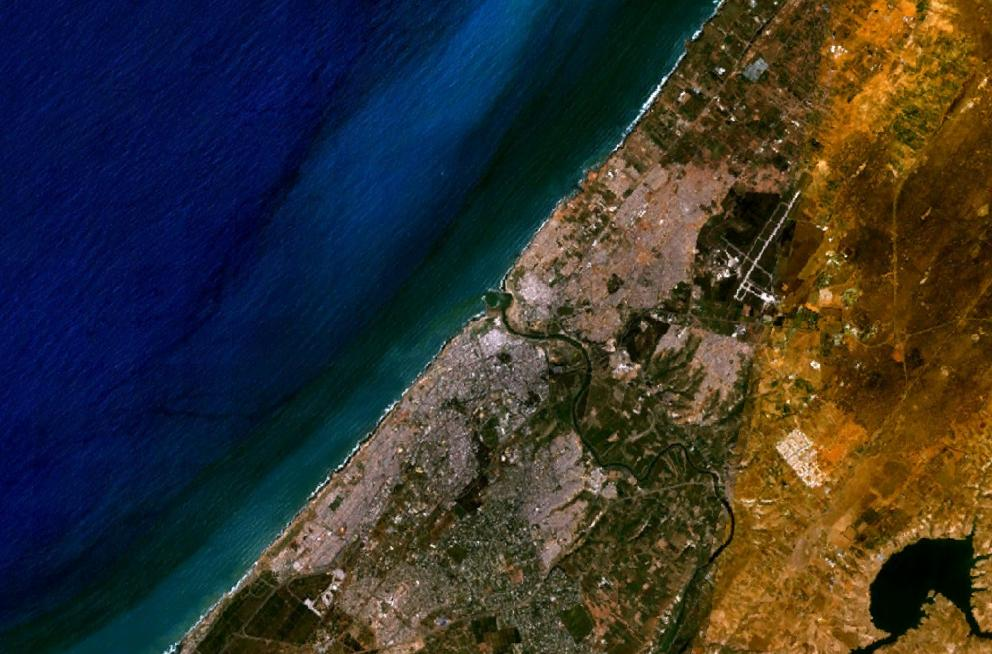
satelitní snímek souměstí Rabat-Salé
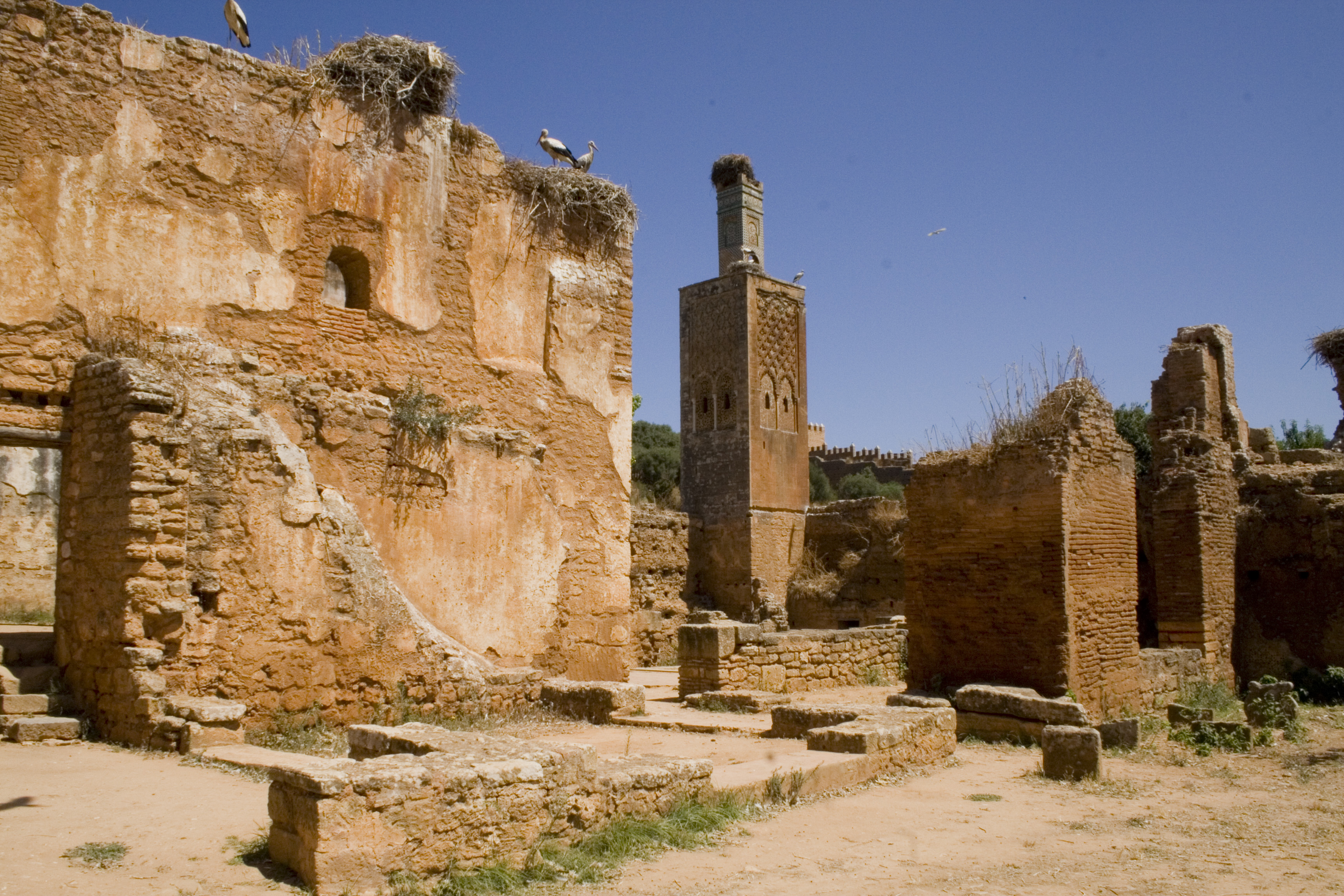
Anická nekropole Chella
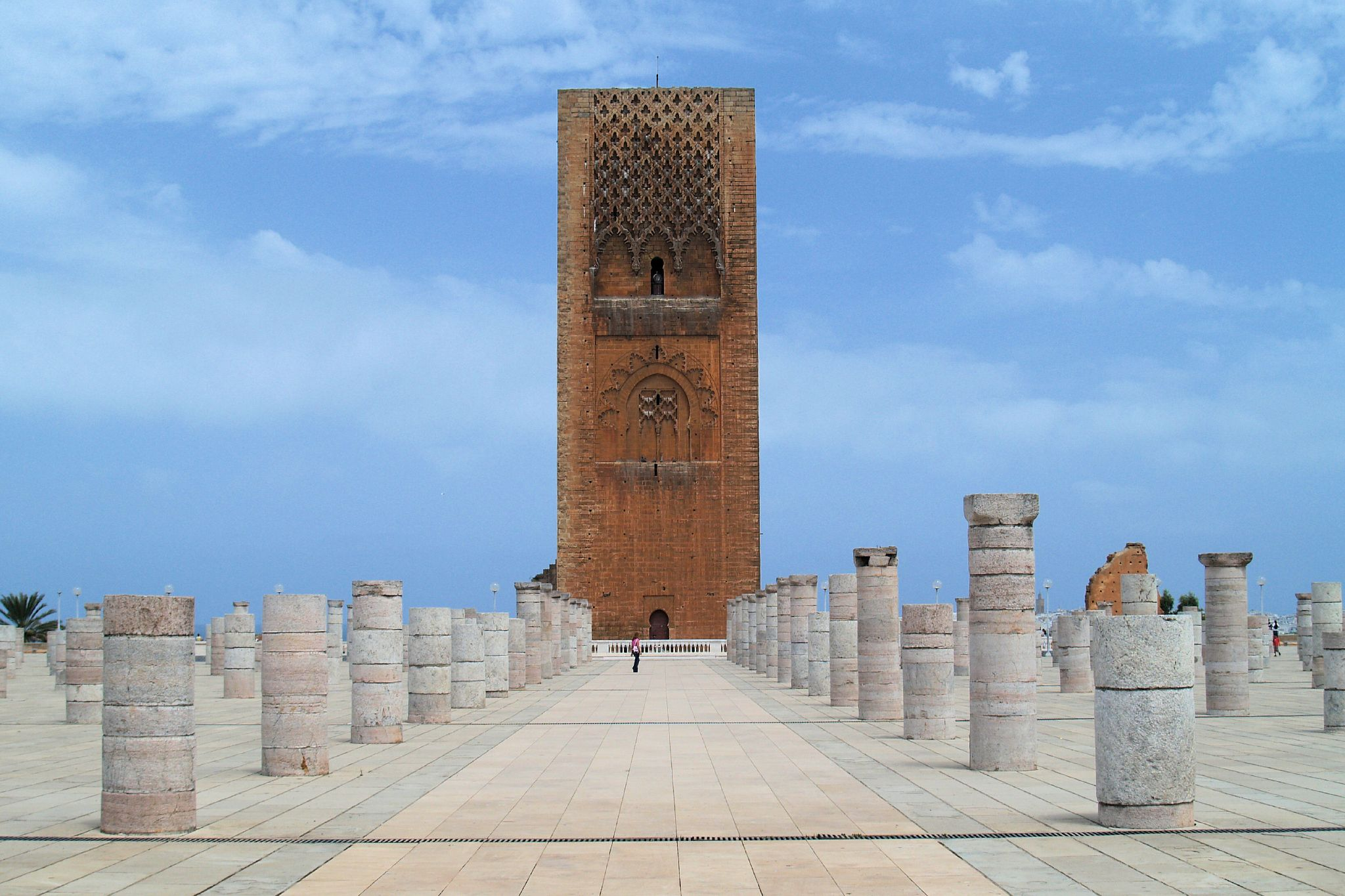
Hassanova věž
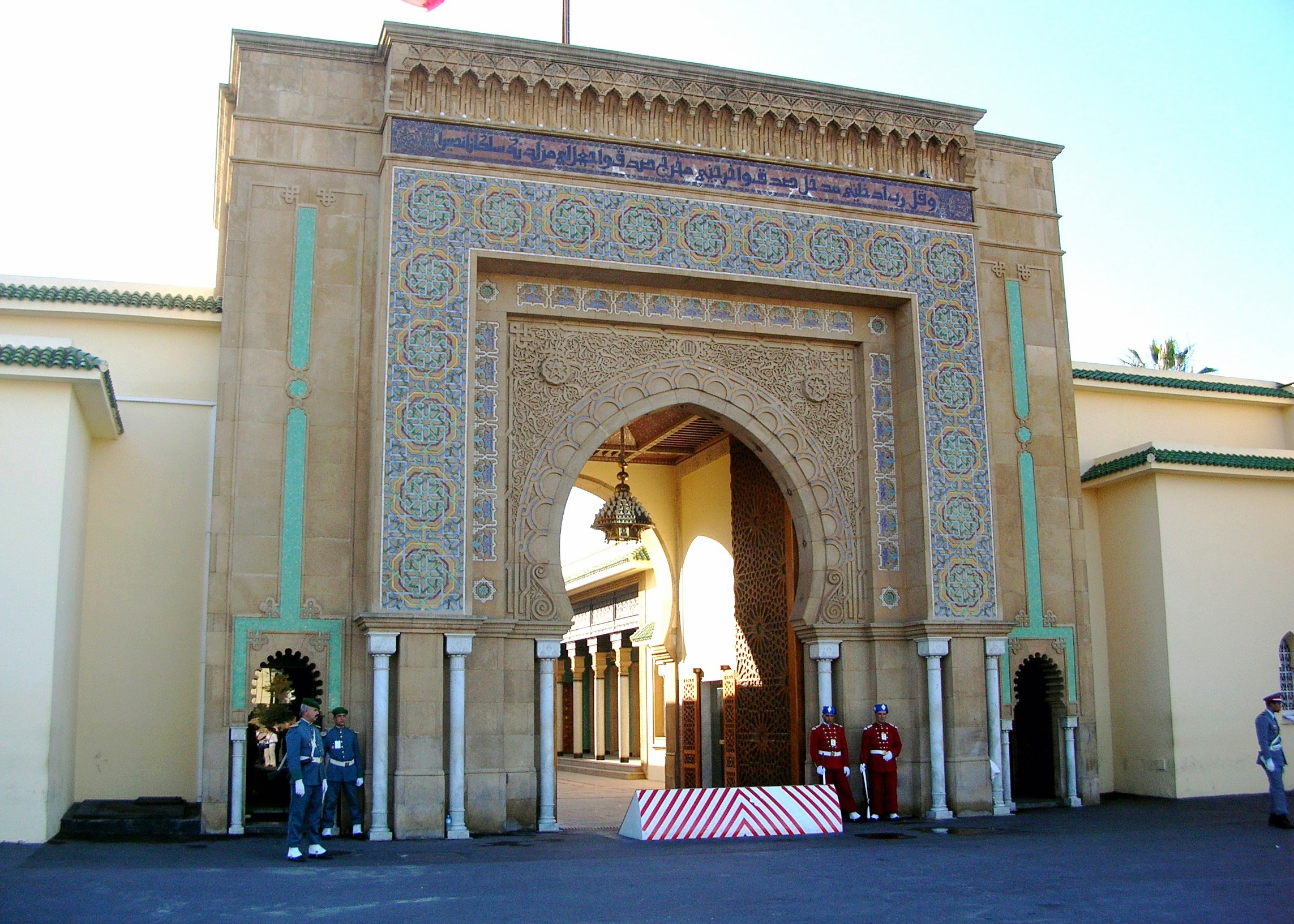
Brána královského paláce
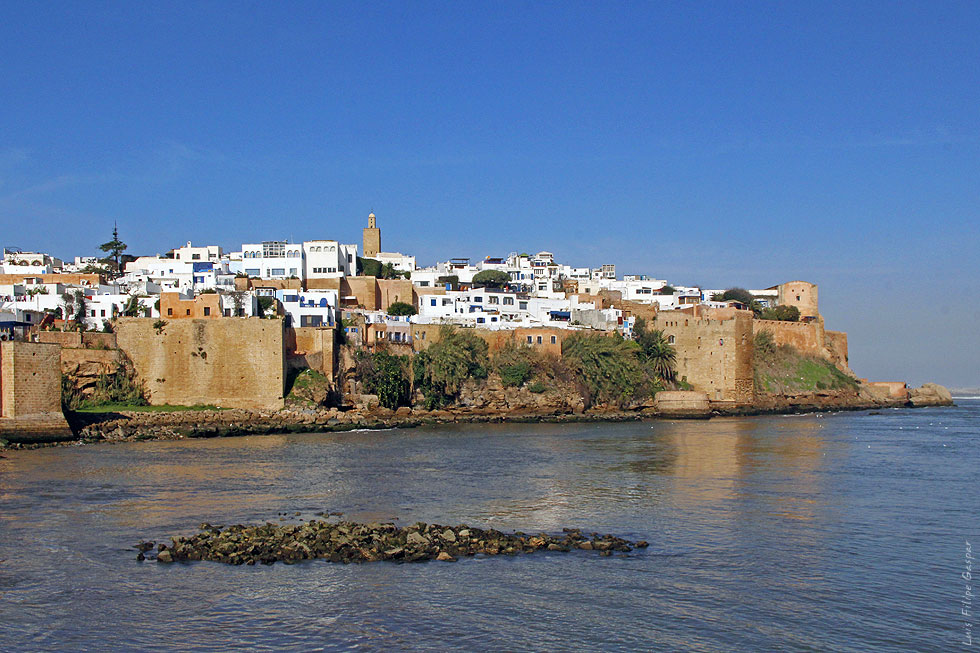
opevnění města
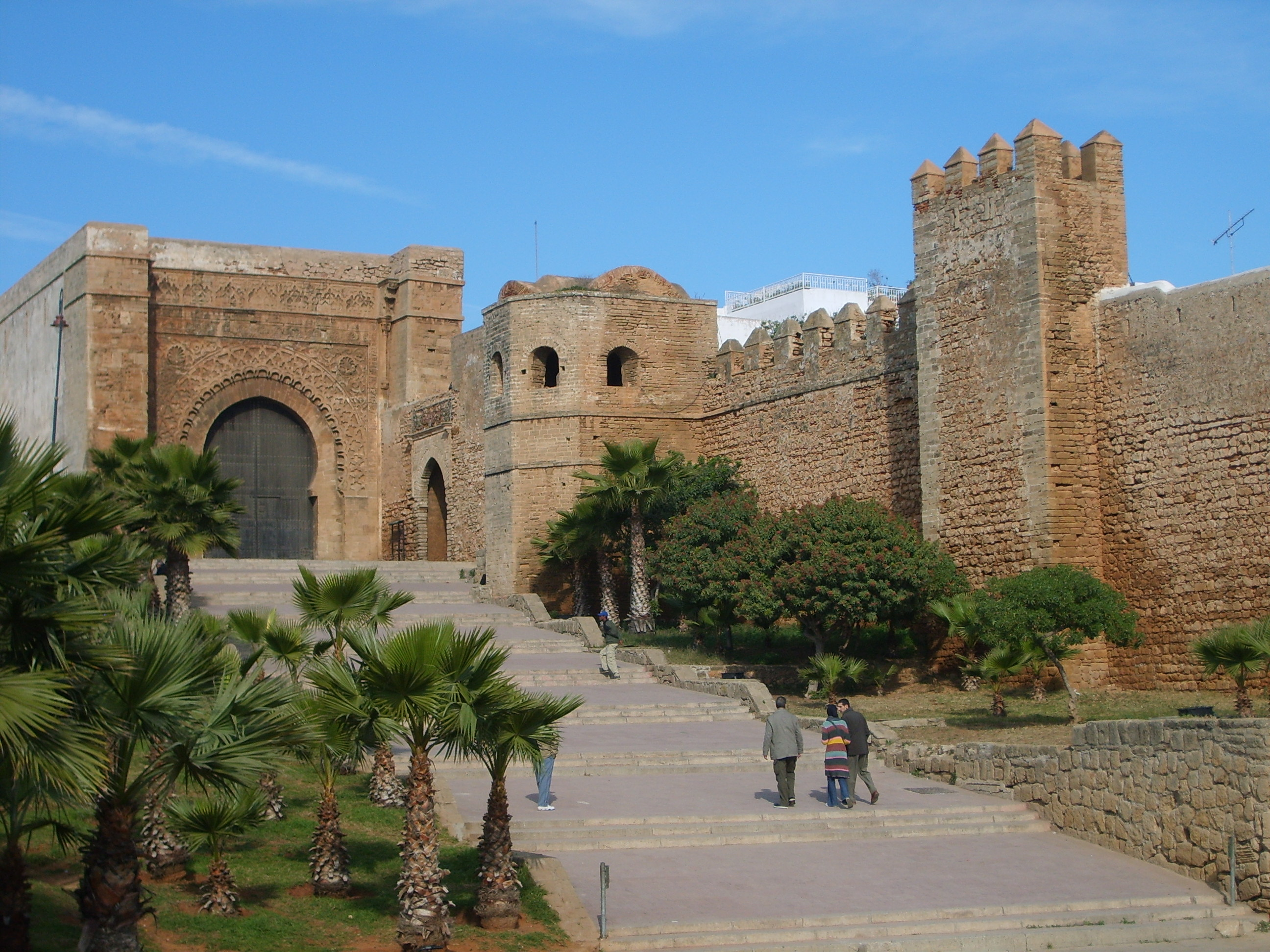
Kasba Oudaya
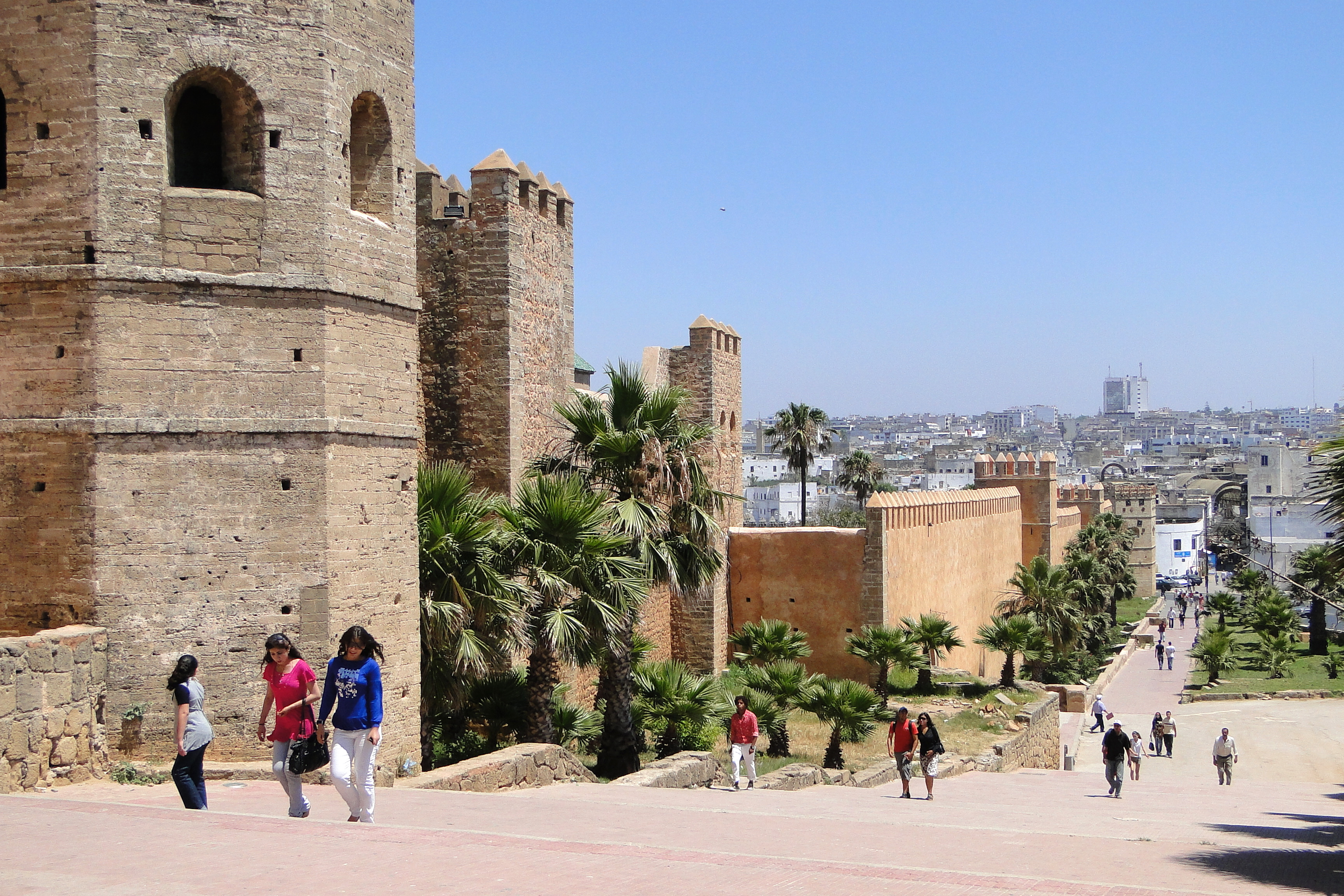
Panorama a kasba
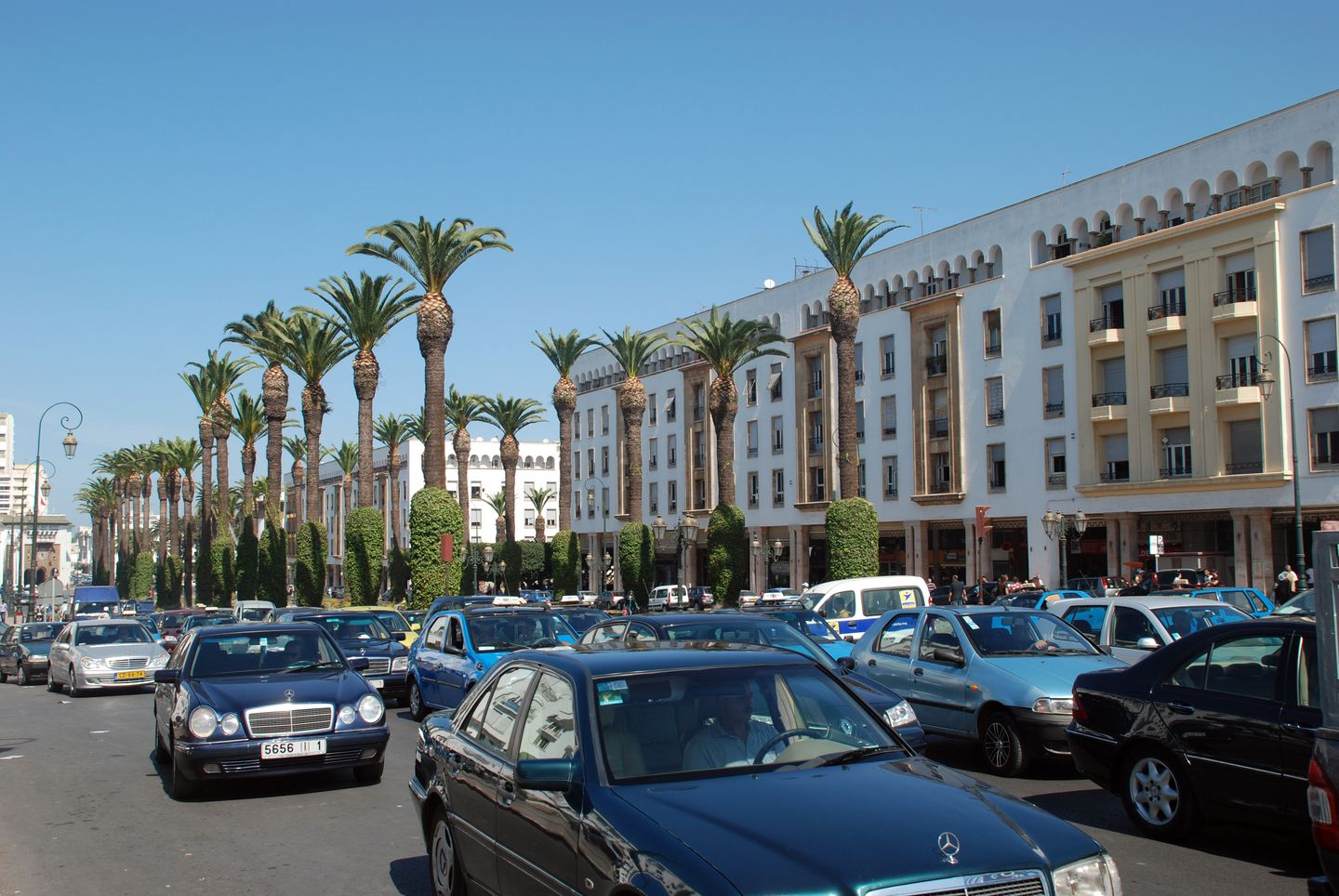
Třída Mohammeda V.
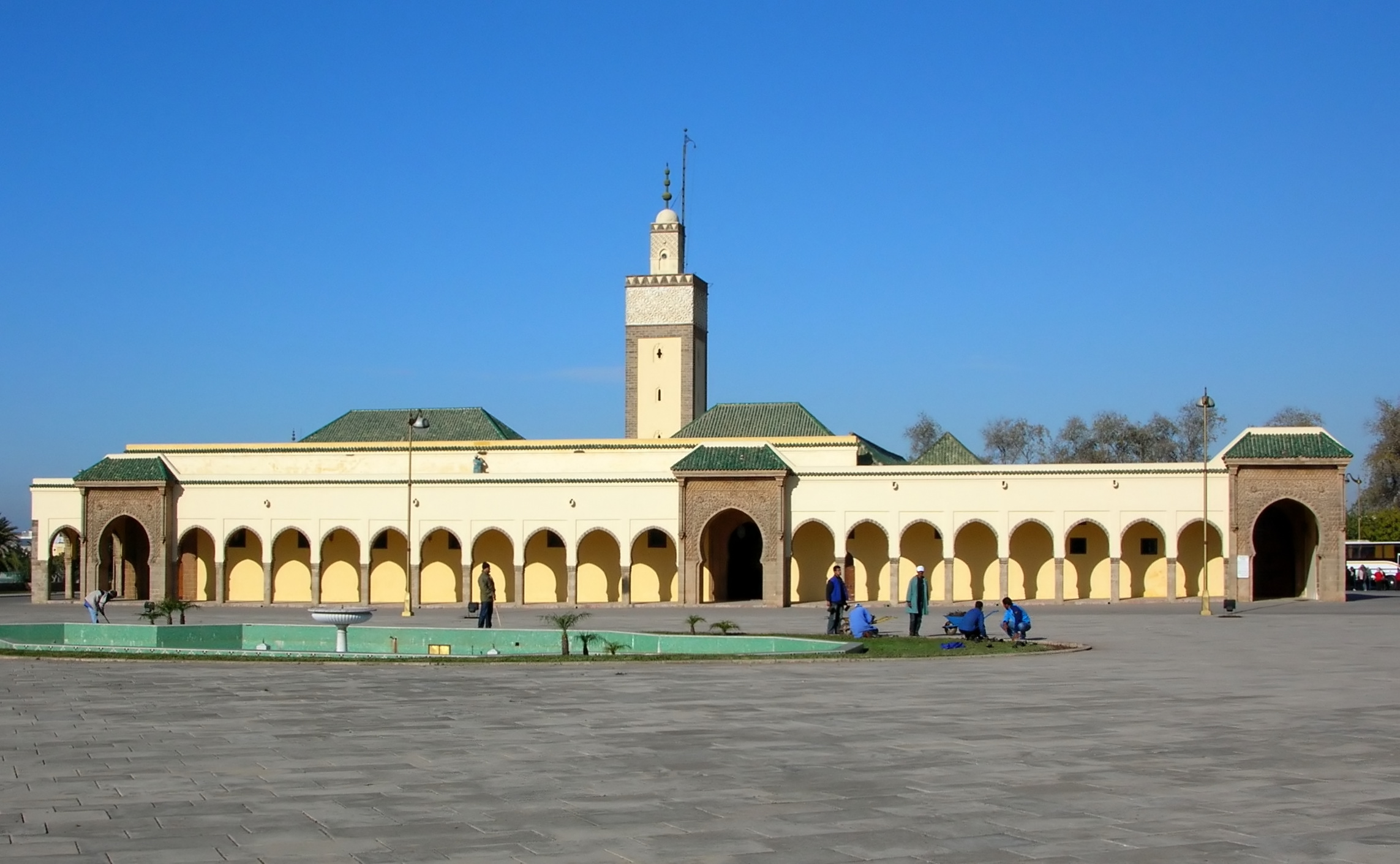
Mešita Ahl Fas
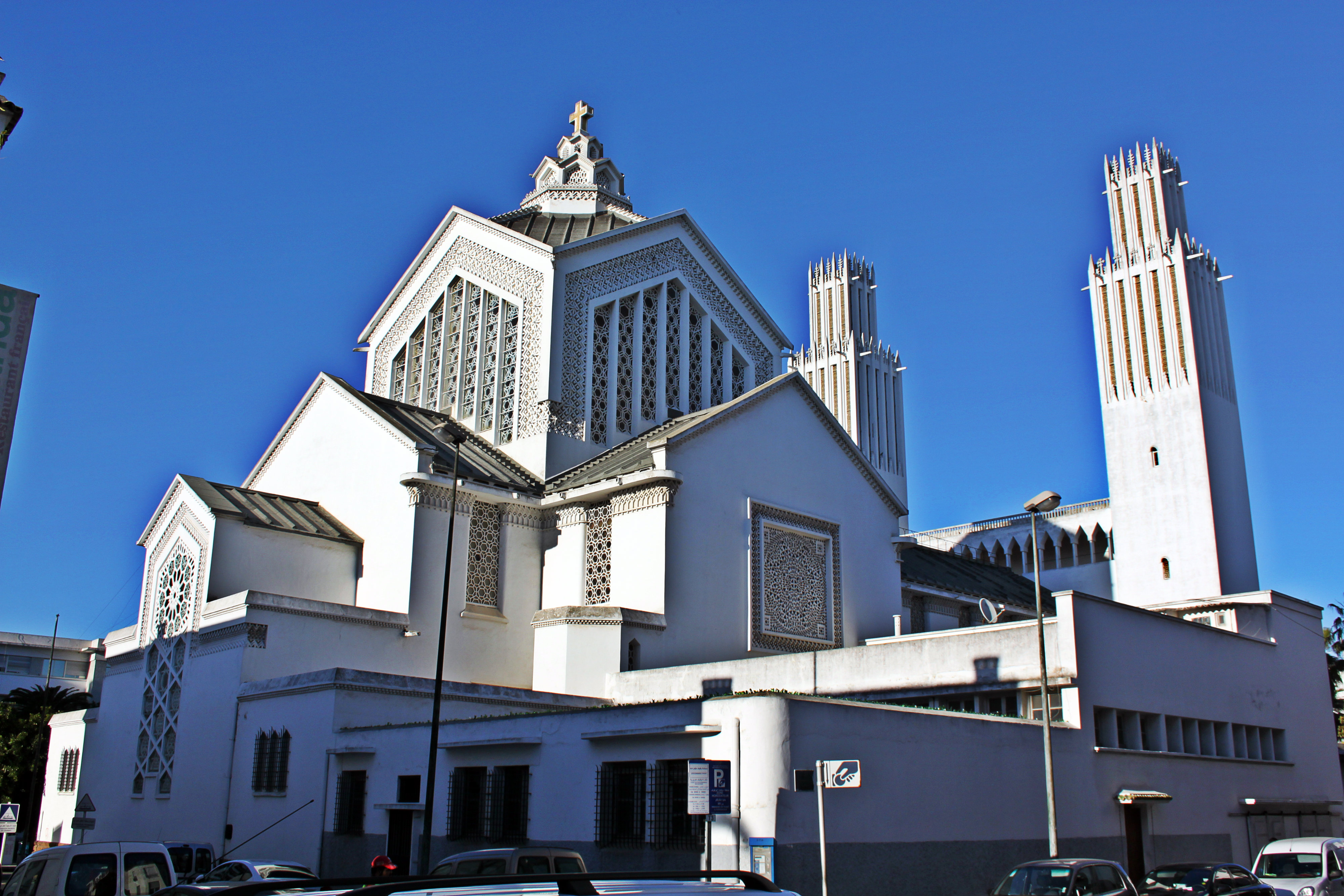
Katedrála sv. Petra